# 朴葉味噌

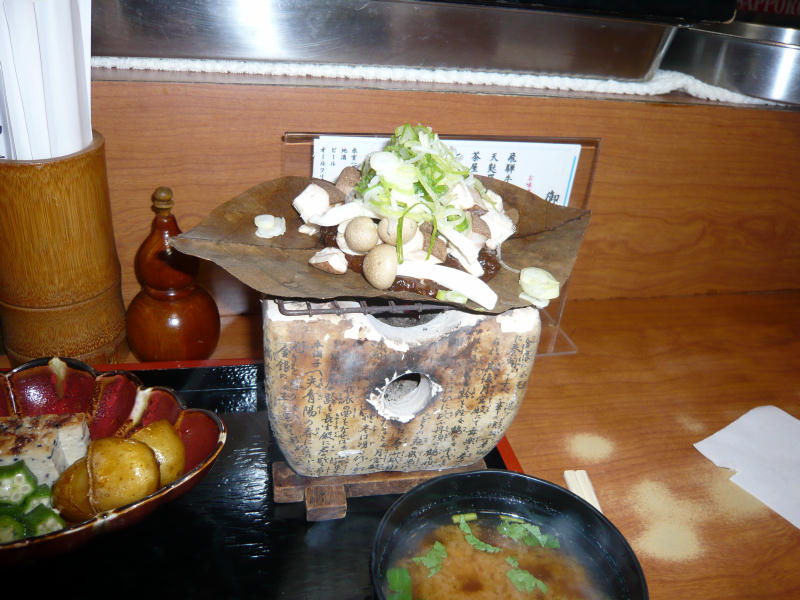
朴葉味噌

朴葉味噌（ほおばみそ）とは飛騨（現在の岐阜県北部）高山地方の郷土料理の名称である。

## 概要
自家製の味噌にネギなどの薬味、椎茸などの山菜・茸をからめたものを朴の葉に載せて焼き、ご飯に載せて食べる。
観光業を中心に地方色を出した客をもてなす料理としての進化が進み、朴葉味噌の上に野菜や肉を載せて焼く形式で供される事もある。この場合はご飯の供としてではなく、一品料理となる。また飛騨地方の旅館やホテルでは、朝食に朴葉みそをメニューに加えるところが多くある。
その起源は定かではないが、冬の間、漬物樽から凍った切り漬けをとかして温め、そこに味噌を加え食べたという。
ミシュランガイド愛知・岐阜・三重2019特別版でミシュランプレートの評価で掲載。

## 調理方法
調理方法としては、具材と味噌を乗せた朴葉を卓上コンロに乗せて炙るのが一般的である。
しかし家庭においては、フライパンやホットプレートにアルミホイルを置いて、その上に具材を合わせた朴葉を乗せることでも調理ができる。